# IC 5309
IC 5309 ist eine spiralförmige Radiogalaxie vom Hubble-Typ Sb im Sternbild Fische auf der Ekliptik. Sie ist schätzungsweise 193 Millionen Lichtjahre von der Milchstraße entfernt und hat einen Durchmesser von etwa 75.000 Lichtjahren. Vom Sonnensystem aus entfernt sich die Galaxie mit einer errechneten Radialgeschwindigkeit von näherungsweise 4.200 Kilometern pro Sekunde.
Das Objekt wurde am 23. Oktober 1903 von Stéphane Javelle entdeckt.

## Galaktisches Umfeld
| Nr. | Galaxie          | Alternativname          | Rek           | Dek           | Distanz/asec |
| --- | ---------------- | ----------------------- | ------------- | ------------- | ------------ |
| →   | IC 5309          | LEDA/PGC 71051          | 23h19m11.65s  | +08d06m33.5s  | 0            |
| 1   | LEDA/PGC 197665  | 2MASX J23191904+0806045 | 23h19m19.03s  | +08d06m04.5s  | 113.40       |
| 2   | LEDA/PGC 1337706 | 2MASX J23190286+0803020 | 23h19m02.88s  | +08d03m02.1s  | 247.35       |
| 3   | LEDA/PGC 214939  | NSA 151138              | 23h19m37.08s  | +08d05m15.1s  | 385.49       |
| 4   | NGC 7611         | LEDA/PGC 71083          | 23h19m36.60s  | +08d03m47.7s  | 405.85       |
| 5   | LEDA/PGC 197669  | 2MASX J23194971+0811289 | 23h19m49.72s  | +08d11m28.6s  | 637.91       |
| 6   | LEDA/PGC 71085   | UGC 12510               | 23h19m39.27s  | +08d15m53.7s  | 693.75       |
| 7   | LEDA/PGC 1342934 | 2MASX J23194722+0815259 | 23h19m47.21s  | +08d15m26.1s  | 749.69       |
| 8   | NGC 7608         | LEDA/PGC 71055          | 23h19m15.33s  | +08d21m00.5s  | 868.75       |
| 9   | NGC 7617         | LEDA/PGC 71113          | 23h20m08.967s | +08d09m56.80s | 875.13       |
| 10  | LEDA/PGC 1344694 | 2MASX J23193750+0819595 | 23h19m37.51s  | +08d19m59.6s  | 893.23       |
| 11  | NGC 7619         | LEDA/PGC 71121          | 23h20m14.532s | +08d12m22.48s | 996.85       |